# Appendicula laxifolia
Appendicula laxifolia är en orkidéart som beskrevs av Johannes Jacobus Smith. Appendicula laxifolia ingår i släktet Appendicula och familjen orkidéer.
Artens utbredningsområde är Sulawesi. Inga underarter finns listade i Catalogue of Life.